# Scorzoneroides palisiae
Scorzoneroides palisiae là một loài thực vật có hoa trong họ Cúc. Loài này được (Izuzq.) Greuter & Talavera mô tả khoa học đầu tiên năm 2006.